# Axotlán
Axotlán är en ort i Mexiko, tillhörande Cuautitlán Izcalli kommun i delstaten Mexiko. Axotlán ligger i den centrala delen av landet och tillhör Mexico Citys storstadsområde. Orten hade 4 071 invånare vid folkmätningen 2010.